# Жан Робик
Жан Робик (фр. Jean Robic; 10. јун 1921. — 6. октобар 1980) је бивши француски професионални бициклиста, у периоду од 1943. до 1961. године. Највећи успех остварио је 1947. године када је освојио Тур де Франс, а био је и национални и светски шампион у сајкло крос дисциплини.

## Детињство и аматерска каријера
Робик је рођен у Арденима, али је увијек за себе говорио да је Бретонац и да је грешком рођен у Арденима. Када је имао 7 година, преселио се са породицом у Бретању. Његов отац је био бициклиста и пренео је интересовање за бициклизам на сина. 1940. Робик се преселио у Париз, где је био механичар за једну Швајцарску компанију. Те године је почео и да вози трке, али је оставио слаб утисак на новинаре. Победио је на трци Версаја 1940. док је на наредну победу чекао пет година.

## Професионална каријера
Због другог светског рата, бављење бициклизмом је било доста тешко у Француској, Робик је возио сајкло крос, а 1943. године, постао је професионалац и исте године је возио Париз—Рубе, али завршио је са ломом лобање. Тада је почео да носи кацигу, по којој је постао препознатљив.
1945. године освојио је национално првенство у сајкло кросу, а 1950. године, освојио је и светско првенство у сајкло кросу.
Након рата, поново је почео да се вози Тур де Франс 1947. године, а Робик, тада још анонимус, изабран је у поставу Француског регионалног тима. Новинари су га једва интервијуисали, а рекли су да би му повлачење првог дана донијело тек можда једну линију на дну странице за непознате. Робик се пре Тура оженио и обећао је жени да ће јој донијети жуту мајицу као венчани поклон. Прву етапу, од Париза до Лила, освојио је Киблер, а Робик је дошао девети са два минута заостатка. Робик је победио на четвртој етапи, од Луксембурга до Стразбура, а затим је возио добро у Алпима. Након Алпа уследиле су лаке етапе по Медитерану, пре тешких брда у Пиринејима. На Обиску и Турмалеу, Робик је узео довољно времена и попео се на пето место, након хронометра од 139 километара, прешао је на треће место. На задњој етапи, од Каена до Париза, обично лакој етапи, на којој лидер није био изазиван, Робик је напао на 100 километара до циља. Други Француз, Едвард Фашлентер је отишао са њим, исто је урадио и Пјер Брамбиља, тадашњи лидер и разболио се од напора. Робик и Фашлентер нису били сигурни шта да раде, али то је било неповољно по Брамбиљу, јер је он возио за тим италијанских возача који су живели у Француској. Група возача је била испред њих и Лусјен Тесере се вратио назад да помогне Фашлентеру. Фашлентер је нападао неколико пута, а Робик га је увијек пратио, затим је Тесере напао, али Робик није реаговао јер он није представљао опасност. Према Фашлентеровим речима, Робик му је тада понудио 100 хиљада франака. Фашлентер је рекао:" У мојој глави сам мислио 'ако отпане или падне, ја ћу освојити Тур', али није ни отпао ни пао, платио је 100 хиљада франака, али не мени већ Француском националном тиму, каква су била правила. Рене Вијето ми је рекао 'ти јадна будало, требало је да тражиш више, шта остаје кад га поделимо међусобно?' Све до смрти ми је говорио да нисам узео довољно."
Робик, који никад није био лидер, стигао је на Парк Принчева 13 минута испред Брамбиље. Етапа је била толико брза, да је завршила сат пре предвиђеног времена.
Наредне године, завршио је Тур де Франс на 16 месту, а 1949. успио је да освоји четврто место. 1952. године освојио је пето место, а након тога није успио да заврши ниједан Тур. Задњи је возио 1959. године и морао је да га напусти на 20 етапи пошто га је ухватила временска рампа.

## Приватни живот
1943. Робик је упознао Рејмон Корник. Њих двоје су се венчали 1947. четири дана пре почетка Тура. Добили су два сина и кћерку. Робиков отац је убијен 1945.

## Крај каријере и смрт
Робик је на Туру 1953. пао и поломио се, возио је локалне трке, а затим се вратио сајкло кросу, али није остварио победу. Задњу трку возио је 1967. у Паризу. Успио је да је заврши и Лујсон Бобе му је честитао. Робику је било тешко да се уклопи у свакодневни живот након краја каријере, водио је породични кафе, али и бизнис и брак су му пропали. Након тога био је депресиван и дуго времена је био без посла да је на излазио на улицу и тражио посао, све док га његов пријатељ, Летенд није увео у свој посао.
Погинуо је у саобраћајној несрећи 1980. године када се враћао кући са журке, коју је организовао Јоп Зутемелк да прослави освајање Тур де Франса.